# Kasia Walentynowicz

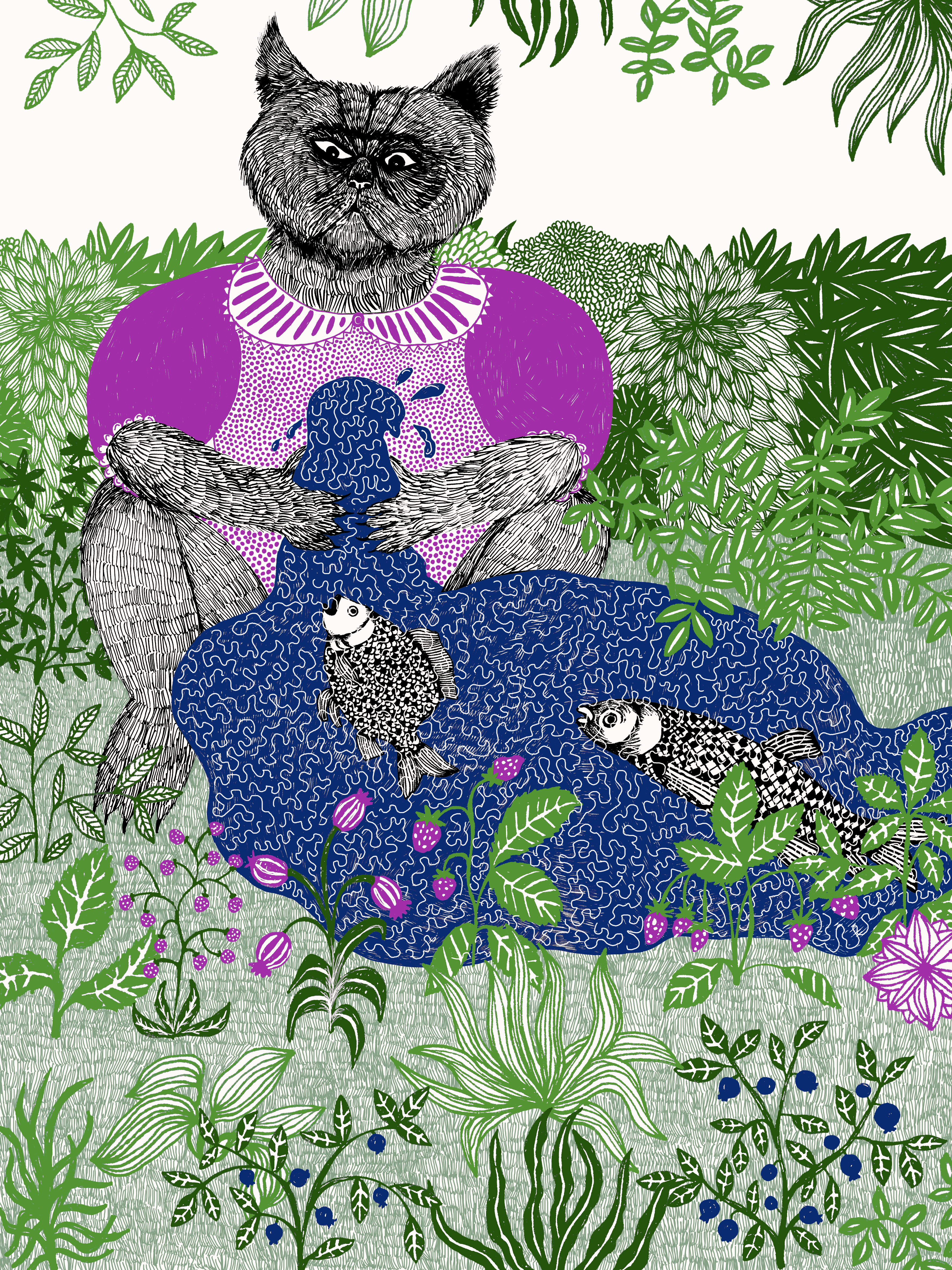
Grafika Kasi Walentynowicz przedstawiająca zmorę – postać z polskiej demonologii ludowej – w postaci kota duszącego wodę.

Kasia Walentynowicz – polska ilustratorka i projektantka graficzna.
Autorka ilustracji do książek dla dzieci wydanych w językach m.in. polskim, koreańskim, angielskim, hiszpańskim i francuskim. Projektuje i ilustruje materiały graficzne dla instytucji kultury m.in. dla festiwalu filmowego Kino Dzieci, Muzeum Historii Żydów Polskich POLIN i Muzeum Narodowego w Warszawie.  Jej ilustracje znajdują się w kolekcji sztuki Muzeum Historii Żydów Polskich POLIN w Warszawie.

## Zilustrowane książki
- Kamasutra kociego snu, tekst Przemysław Wechterowicz, Wydawnictwo Dlaczemu 2018, ISBN 978-83-950485-6-2
- Urodziny Króla, tekst Przemysław Wechterowicz, Wydawnictwo Ezop 2018, ISBN 978-83-65230-33-1
- Prawy i Lewy, tekst Anna Paszkiewicz, Wydawnictwo Widnokrąg 2019, ISBN 978-83-953430-1-8
- Coś i Nic, tekst  Anna Paszkiewicz, Wydawnictwo Widnokrąg 2020, ISBN 978-83-957320-4-1
- Wczoraj i Jutro, tekst Anna Paszkiewicz, Wydawnictwo Widnokrąg 2021, ISBN 978-83-958441-7-1
- Pantera Adela i ekoferajna, tekst Paweł F. Majka, Wydawnictwo Widnokrąg 2021, ISBN 978-83-960839-5-1
- Orkiestra świata, wiersze Magdalena Mrozińska, Wydawnictwo Wolno 2022, ISBN 978-83-959390-8-2
- Poławiacz cieni, tekst Erna Rosenstein, Wydawnictwo Wolno 2022, ISBN 978-83-959390-6-8

## Nagrody
- 2020 Najlepsza Książka Dziecięca 2020 roku (wiek 6–8 lat) w konkursie Przecinek i Kropka – Empik dla książki Coś i nic[3]
- 2020 Grand Jury Prize za książkę Prawy i Lewy w konkursie The BIBF Ananas International Illustration Exhibition na Targach Książki w Pekinie[4]
- 2021 Wpisanie Coś i nic na coroczną, międzynarodową listę rekomendacyjną Internationale Jugendbibliothek - Biały Kruk 2021 (The White Raven)[5]
- 2022 Książka Roku Polskiej Sekcji IBBY w kategorii ilustracje i koncepcja graficzna za książkę Poławiacz cieni[6]